# Catenulostroma excentricum
Catenulostroma excentricum är en svampart som först beskrevs av B. Sutton & Ganap., och fick sitt nu gällande namn av Crous & U. Braun 2007. Catenulostroma excentricum ingår i släktet Catenulostroma och familjen Teratosphaeriaceae.   Inga underarter finns listade i Catalogue of Life.